# Yip Tsz-Fung
Yip Tsz-Fung (chinesisch 葉梓豐 / 叶梓丰, Pinyin Ye Zifeng, Jyutping Jip6 Zi2fung1; * 19. September 1993 in Hongkong) ist ein ehemaliger Hongkonger Squashspieler.

## Karriere
Yip Tsz-Fung begann seine professionelle Karriere in der Saison 2013 und gewann sieben Titel auf der PSA World Tour. Seine höchste Platzierung in der Weltrangliste erreichte er mit Position 21 im April 2019. Bei den Asienspielen 2014 gewann er mit der Hongkonger Mannschaft die Bronzemedaille, 2018 die Silbermedaille. Mit der Hongkonger Nationalmannschaft nahm er 2011, 2013, 2017 und 2019 an Weltmeisterschaften teil. 2018 wurde er mit der Mannschaft Asienmeister. Im selben Jahr wurde er Hongkonger Meister und gewann bei den Macau Open seinen größten World-Tour-Titel. Seinen zweiten nationalen Titelgewinn sicherte sich Yip 2021. Im selben Jahr wurde er Vizeasienmeister hinter Eain Yow Ng.

## Erfolge
- Vizeasienmeister: 2021
- Asienmeister mit der Mannschaft: 2018
- Gewonnene PSA-Titel: 7
- Asienspiele: 1 × Silber (Mannschaft 2018), 1 × Bronze (Mannschaft 2014)
- Hongkonger Meister: 2016, 2021